# Encyclia silvana
Encyclia silvana är en orkidéart som beskrevs av Marcos Antonio Campacci. Encyclia silvana ingår i släktet Encyclia och familjen orkidéer. Inga underarter finns listade i Catalogue of Life.